# 戈盧比夫卡 (卡利尼夫卡區)
49°33′19″N 28°44′14″E / 49.55528°N 28.73722°E
戈盧比夫卡（烏克蘭語：Голубівка），是烏克蘭的村落，位於該國西南部文尼察州，由赫米利尼克區負責管轄，面積0.79平方公里，海拔高度299米，2001年人口279，人口密度每平方公里354.96人。